# MTV2 (Canada)
Pour la chaine américaine, voir MTV2.
MTV2 Canada est une chaîne de télévision canadienne spécialisée appartenant à Bell Media et diffuse des émissions de style de vie et de divertissement général s'adressant aux adolescents sous forme de vidéoclips, séries télé, comédies, téléréalités et autres.
La chaîne ferme le 29 mars 2024.

## Histoire
Après avoir obtenu sa licence auprès du CRTC en 2000 pour le service de catégorie 1 Connect s'adressant à un auditoire de 12 à 25 ans, Craig Media a signé une entente avec MTV Networks en août 2001 afin d'importer la marque MTV au Canada et a lancé ce service sous le nom de MTV Canada le 18 octobre 2001. Peu après son lancement, MTV Networks a pris des parts minoritaires dans le service. MTV Canada produisait des émissions telles que MTV Select et diffusait des émissions américaines de MTV telles que Real World (en) et TRL, mais était limité à un maximum de 10 % de vidéoclips afin de ne pas nuire au service MuchMusic.
Au mois de janvier 2002, CHUM et MusiquePlus ont déposé une plainte auprès du CRTC, alléguant que MTV Canada enfreignait les conditions de licence en diffusant une quantité supérieure à 10 % de sa programmation à des vidéoclips. Craig a été forcé d'effectuer des changements à sa programmation.
CHUM Limited a annoncé le 12 avril 2004 son intention de faire l'acquisition de Craig Media pour $265 million et la transaction a été complété le 1er décembre 2004. Après la conclusion de la vente, MTV Networks a opté de mettre fin à son entente avec Craig en raison d'une clause dans le contrat et CHUM a dù payer $10 million en dommages et de racheter les parts minoritaires de MTV Networks dans le service. MTV2 Canada (lancé par Craig en décembre 2001) est devenu PunchMuch alors que MTV Canada est devenu Razer le 30 juin 2005 et diffusait des séries télé, des vidéoclips, des films, des dessins animés pour adolescents, et autres. Entretemps, la marque MTV est revenue au Canada au mois de mars 2006 à la suite d'une entente avec CTV.
CTVglobemedia a fait l'acquisition de la chaîne lors de son achat de CHUM Limited le 22 juin 2007.
Le 1er août 2008, Razer a été relancé sous le nom MTV2 Canada. Contrairement à l'ancienne version de MTV2 qui était basé principalement sur les vidéoclips, le nouveau MTV2 adopte une programmation qui se rapproche un peu plus de sa version américaine ainsi que les genres d'émissions que MTV Canada ne peut diffuser en raison de ses restrictions de licence.
Bell Canada a fait l'acquisition de CTVglobemedia le 1er avril 2011 et a renommé la compagnie pour Bell Media.
En 2023, la chaîne est négligée par son propriétaire et diffuse, elle aussi, des émissions de MTV en format marathon.